# Arianie (zespół muzyczny)
Arianie lub też Arianie Bracia Polscy – polski zespół muzyczny założony w 1969 roku.
Wokalistkami grupy były między innymi Elżbieta Błach, Henryka Durlik i Iwona Niedzielska.

## Historia
Zespół powstał w Kielcach w 1969 roku w składzie: Andrzej Maj (organy), Gabriel Maj (gitara basowa), Krzysztof Chrząstowski (gitara) i Marek Fijałkowski (perkusja). W 1970 roku skład zasilił będący w kolejnych latach kompozytorem większości utworów grupy Jerzy Lichacz (gitara) i wokalistka Elżbieta Błach, a grupa dokonała pierwszych nagrań w Radiu Kielce. 
W 1972 roku ukształtował się nowy skład grupy: Jerzy Lichacz (gitara), Marek Fijałkowski (perkusja), Stanisław Bętkowski (gitara basowa) i Halina Podlewska (wokal) w którym zespół wystąpił między innymi na Festiwalu Jazz nad Odrą, Festiwalu Młodzieżowej Muzyki Współczesnej w Kaliszu, Wielkopolskich Rytmach Młodych, a także w warszawskim Klubie Studenckim „Stodoła”. W 1973 roku grupa Arianie rozpoczęła współpracę z Estradą Łódzką, a repertuar grupy zacząć odchodzić od jazzu i bluesa do muzyki pop-rockowej z elementami folku. Kolejnymi wokalistkami grupy były Henryka Durlik, a następnie Iwona Niedzielska, która była wokalistą grupy w latach 1977–1983. Od 1984 do 1993 zespół zawiesił działalność. 
W 2018 roku nakładem wydawnictwa Kameleon Records ukazał się dwupłytowy album pt. Arianie. Na niejednej stacji, zawierający nagrania z lat 1971–1983.